# Rodney Kongolo
Rodney Kongolo (Rotterdam, 9 januari 1998) is een Nederlandse voetballer die doorgaans als middenvelder speelt. Hij is de jongere broer van Terence Kongolo.

## Carrière
Kongolo speelde in de jeugd van Feyenoord en Manchester City, dat hem gedurende het seizoen 2017/18 verhuurde aan Doncaster Rovers. Daarvoor debuteerde hij op 5 augustus 2017 in het betaald voetbal, in een wedstrijd die in 0–0 eindigde thuis tegen Gillingham. 
In juli 2018 ondertekende hij een contract voor vier seizoenen bij sc Heerenveen. Hij debuteerde voor Heerenveen op 10 augustus 2018, in de met 2-3 gewonnen uitwedstrijd tegen PEC Zwolle. In zijn eerste seizoen bij Heerenveen kwam hij tot tien invalbeurten, maar in het seizoen erna werd hij een vaste waarde. In het seizoen 2020/21 was hij zelfs enkele wedstrijden aanvoerder van de Friezen. In totaal speelde hij 86 wedstrijden voor Heerenveen.
In januari 2022 werd hij verkocht aan het Italiaanse Cosenza Calcio. Hier verbleef hij anderhalf seizoen, waarin hij 15 keer uitkwam. 
Na een halfjaar clubloos te zijn geweest, sloot Kongolo aan bij Roda JC Kerkrade. Bij zijn debuut op 11 augustus 2023 tegen Helmond Sport (4-1) was hij meteen aanvoerder. Op 9 februari 2024 scoorde hij zijn eerste doelpunt voor de club, tegen FC Dordrecht (4-1).

## Clubstatistieken
| Seizoen                   | Club               | Competitie     | Competitie | Competitie | Beker | Beker | Overig | Overig | Totaal | Totaal |
| Seizoen                   | Club               | Competitie     | Wed.       | Dlp.       | Wed.  | Dlp.  | Wed.   | Dlp.   | Wed.   | Dlp.   |
| ------------------------- | ------------------ | -------------- | ---------- | ---------- | ----- | ----- | ------ | ------ | ------ | ------ |
| 2017/18                   | → Doncaster Rovers | League One     | 35         | 0          | 7     | 1     | —      | —      | 42     | 1      |
| 2018/19                   | sc Heerenveen      | Eredivisie     | 9          | 0          | 1     | 0     | —      | —      | 10     | 0      |
| 2019/20                   | sc Heerenveen      | Eredivisie     | 26         | 4          | 3     | 0     | —      | —      | 29     | 4      |
| 2020/21                   | sc Heerenveen      | Eredivisie     | 31         | 1          | 4     | 1     | —      | —      | 35     | 2      |
| 2021/22                   | sc Heerenveen      | Eredivisie     | 10         | 0          | 2     | 0     | —      | —      | 12     | 0      |
| 2021/22                   | Cosenza Calcio     | Serie B        | 13         | 0          | 0     | 0     | 2      | 0      | 15     | 0      |
| 2022/23                   | Cosenza Calcio     | Serie B        | 0          | 0          | 0     | 0     | —      | —      | 0      | 0      |
| 2023/24                   | Roda JC            | Eerste divisie | 32         | 1          | 0     | 0     | 2      | 0      | 34     | 1      |
| 2024/25                   | Roda JC            | Eerste divisie | 16         | 1          | 0     | 0     | 0      | 0      | 16     | 1      |
| Carrièretotaal            | Carrièretotaal     | Carrièretotaal | 172        | 7          | 17    | 2     | 4      | 0      | 193    | 9      |
| Bijgewerkt op 28 mei 2025 |                    |                |            |            |       |       |        |        |        |        |